# San Mamés (Blimea)
San Mamés (oficialmente, en asturiano, Sanamiés) es un lugar de la parroquia de Blimea, en el concejo asturiano de San Martín del Rey Aurelio, España.
En el año 2020 tenía una población de 36 habitantes

## Localización
Situado en lo alto del valle, a 450 m s. n. m., a sus pies fluye el río Nalón y se erige en espléndida atalaya de la población circundante. A San Mamés se accede tras atravesar el puente de La Marina conocido popularmente como puente de "El Miramar", o por la antigua carretera de Villar desde Sotrondio.
Su reducido número de habitantes han cuidado las casas y su entorno, la mayoría de hechura tradicional, y en general las edificaciones se conservan en buen estado.
En este pueblo se estableció la Familia Lamuño, desde que en el siglo XIII se trasladaron desde su Señorío de Salas.